# Glyptothorax cavia
Glyptothorax cavia és una espècie de peix de la família dels sisòrids i de l'ordre dels siluriformes.

## Morfologia
Els mascles poden assolir els 16,5 cm de llargària total.

## Distribució geogràfica
Es troba al Pakistan, l'Índia, el Nepal, Bangladesh, Myanmar i la Xina.